# Alpha (アリス九號.のアルバム)
『Alpha』（アルファ）は、日本のヴィジュアル系バンド、アリス九號.の5作目のアルバムであり、2枚目のフル・アルバム。2007年11月28日発売。

## 概要
- 完全初回限定版：CD＋「ブループラネット」「cosmic world」DVD付き
- 通常版：初回限定盤と同収録内容CDのみ
- シングル作品「NUMBER SIX.」「JEWELS」「WHITE PRAYER」収録
- 配信専用楽曲「ブループラネット」収録

## 収録曲
1. ZERO
2. cosmic world
3. 蒼い鳥
4. JEWELS
5. 9th Revolver
6. -Dice-
7. NUMBER SIX.
8. 虹彩
9. WHITE PRAYER
10. イレイザー
11. ブループラネット
配信限定曲のリテイク。ボーカルが歌い直されている。配信版ではハモリ部分を機械で作っていたのに対し、今作では将が自分で歌っている[1]。
12. Cradle to [Alpha]

- 全曲 作詞:将 作曲:アリス九號.
- 原曲 ヒロト:#2・7・8・12  沙我:#1・4・10  虎:#3・5・11

## 批評
『CDジャーナル』はアルバム全体について「ポップで情熱的なヴォーカル・メロディを支える透明感と躍動感の両面を持ち合わせたサウンドは、今作でもさらなる輝きを放っている。」と批評した。以下は各楽曲についての批評。
1. 「3年間の活動の中でファンと培ってきたすべてを詰め込み、またゼロから始めたいという気持ちを込めたロック・チューン。高揚感をかき立てる勢いあるドラムを前面に出して、彼らのサウンド・センスを披露している」
2. 「人間は誰でも情熱という温度を持っていると歌う、爽やかなポップ・ソング。宇宙空間を連想させる浮遊感漂う音のアレンジに、彼ら流の遊び心が潜んでいる。」
3. 「童話『青い鳥』を題材にした、アップ・テンポのギター・ロック。パーソナリティが発揮された伸び伸びとした演奏が気持ちいい。Vo.将の憂いと希望に満ちた詞には、強い引力が備わっている。」
4. 「宝石という名にふさわしい、切なくも煌びやかなメロディアス・ロック。ポップ感を追求した音としなやかで澄みやかなヴォーカルが際立っている。」
5. 「愛おしいほどの孤独感をリスナーと共有したいと願って制作した、壮大なギター・ロック。叙情的なギターの音と美麗なメロディをがっちりと支えるドラム音が、曲の奥深い世界へと誘う。耽美でセクシーなハイトーン・ヴォーカルも美しい。」
6. 「ダークなスクリームを取り入れた、新基軸ともいえるメロディック・ハードコア。これまで避けていた音楽路線に挑み、音圧のある強力なナンバーに仕上げている。Naoが必死に練習したという、Aメロ部分の高速ビート・ドラムは衝撃的。」
7. 「各メンバーの個性が光る、ヘヴィなポップ・チューン。これまで以上に音に厚みを持たせ、煌びやかなサウンドに仕上がっている。それぞれの演奏技術を披露するソロ・パートや、ヴォーカル・将の起伏のあるテクニックが聴きどころだ。」
8. 「静かなアコギの爪弾きに、エレキとやがてストリングスが交わる壮麗なバラード。 美しい虹の色彩や光の雨、そして愛おしい女性を描く、淡く清らかな情景詞。甘く柔らかな歌唱を聴かせる将の、豊かな表現力が生かされた一曲。」
9. 「彼ら流のロックの形を描いたエモーショナル・ロック。ダイナミックなバンド・サウンドと“期待することを忘れた君”に贈る詞が力強い。」
10. 「幻想的な電子音で始まるミディアム・ポップ・チューン。自然や花、和やかな四季の色を綴る耽美的な詞が切なく美しい。互いを尊重し合い、人のつながりを大切にする、彼らの愛にあふれた音楽の形を知ることができる。」
11. 「星が無数に瞬く空を見上げているような、ロマンティックな雰囲気のポップ・チューン。ドラムの饒舌でテクニカルなプレイが曲全体を支え、ヴォーカル・将のキャッチーで元気な歌声が、弾むように楽しい時間を作っている。」
12. 「サウンド・エフェクトを駆使した、ライヴのオープニングのような熱気に満ちたインスト・ナンバー。“次はライヴで会いましょう”というメッセージを込めている。新たな始まりを意識したタイトルに、彼らの意気込みが感じられる。」